# 江北町営花山球場
江北町営花山球場（こうほくちょうえいはなやまきゅうじょう）は、佐賀県杵島郡江北町にある野球場。施設は江北町が所有し、クラブチームの佐賀魂が試合や練習の本拠地として使用している。

## 歴史
町のスポーツ施設整備の一環として1982年に完成。その後は90年完成の全天候スポーツ広場など共に地域のスポーツ大会の会場として広く使用された。しかし、町財政の悪化に伴い球場の維持管理費も削減され、ゴミが散乱するなどグラウンドの状態は悪化していった。そこで、2007年から練習などで同球場を使用していたクラブチーム佐賀魂に施設管理を委託する代わりにホームグラウンドとして優先的に使用することを認めている。

## 施設概要
- 両翼：91m、中堅：109m
- 照明設備：あり
- 駐車場

佐賀魂は練習だけでなく試合でも使用しているが、アクセスの悪さや収容人数の少なさから佐賀市の佐賀県立森林公園野球場で試合を行うことも多い。

## 交通
- 主要道路からもかなり離れた丘の上にあり、公共交通機関での来場は難しい。

行ける公共交通機関としてはJR肥前山口下車の後、町営バス、肥前山口駅前乗車、（平日一日5本程度）に乗車し、花山球場で下車